# Im Theater
Im Theater (Originaltitel: The Play House; Alternativtitel: Busters bunte Bühne) ist eine US-amerikanische Kurzfilm-Slapstick-Komödie aus dem Jahr 1921 mit Buster Keaton in der Hauptrolle, der auch gemeinsam mit Edward F. Cline für Drehbuch und Regie verantwortlich war.

## Handlung
Im ersten Teil des Films ist Buster Keaton während einer Varieté-Vorführung zu sehen, bei der er nicht nur den Dirigenten verkörpert, sondern auch das gesamte Orchester, die Darsteller und alle anderen an der Vorführung Beteiligten, sowie die Damen und Herren aus dem Publikum. Es stellt sich heraus, dass dies nur ein Traum von Buster Keaton war, der Backstage ein Schläfchen im Bühnenequipment gehalten hatte. Aufgewacht begegnet er zwei Zwillingsschwestern und verliebt sich in eine von ihnen, hat aber Probleme damit diejenige, die ihn mag, von derjenigen, die ihn nicht mag, zu unterscheiden. Als der Orang-Utan-Trainer ihm aufträgt den Affen für die Vorführung zu verkleiden, lässt Buster das Tier versehentlich entkommen und muss selbst den Affen mimen. Nach einer Vorführung mit als Zuaven-Wachen-Verkleidete, kommt es zu einer letzten Nummer mit einer der beiden Zwillingsschwestern, die unter Wasser sehr lange die Luft anhalten können soll, jedoch im Becken stecken bleibt und von Buster durch das Einschlagen der Becken-Schaufensterscheibe gerettet werden muss, woraufhin das gesamte Theater überflutet wird. Zu guter Letzt geht Buster mit seiner (nun mit einem Kreuz markierten) Liebe zum Standesamt.

## Hintergrund
Im Theater wurde am 6. Oktober 1921 in den Vereinigten Staaten uraufgeführt. Der erste Teil des Films, in dem Keaton das komplette Varieté-Ensemble verkörpert, war eine Geste an Keatons Zeitgenossen Thomas Harper Ince, der sich selbst großzügig in den Credits seiner Produktionen würdigte. Der Film erlebte seine deutsche Erstaufführung unter dem Titel Busters bunte Bühne.